# Tilly-sur-Seulles
Tilly-sur-Seulles – miejscowość i gmina we Francji, w regionie Normandia, w departamencie Calvados.
Według danych na rok 1990 gminę zamieszkiwały 1252 osoby, a gęstość zaludnienia wynosiła 139 osób/km² (wśród 1815 gmin Dolnej Normandii Tilly-sur-Seulles plasuje się na 182. miejscu pod względem liczby ludności, natomiast pod względem powierzchni na miejscu 570.).